# إيزاو أوباتا
إيزاو أوباتا هو لاعب كاراتيه ياباني، ولد في 1904، وتوفي في 1976.